# Bereški vodopad
Bereški vodopad je sedreni vodopad koji se nalazi osam kilometara sjeverno od Rogatice u Bosni i Hercegovini.
Smješten je na ušću rijeke Bereg u Rakitnicu kod naselja Rakitnice. Voda se s visine između 10 i 12 metara obrušava preko sedrenog praga. Na dnu vodopada, u velikom amfiteatru, nastalo je malo jezero duboko oko dva metra.